# Blackout Tour
Blackout Tour es la octava gira de conciertos a nivel mundial realizada por la banda de hard rock y heavy metal Scorpions para promocionar el disco Blackout de 1982. Comenzó el 1 de marzo de 1982 en el recinto Ostwestfalenhalle de Kaunitz en Alemania Occidental y culminó el 17 de diciembre de 1983 en el festival de Dortmund, también en Alemania Occidental. Gracias a este tour, la banda tocó por primera vez en España, Finlandia e Italia.

## Antecedentes
La gira comenzó el 1 de marzo en Kaunitz, un mes antes del lanzamiento oficial de Blackout en Europa. Durante marzo, la banda se presentó en Luxemburgo, dio casi quince presentaciones por Francia, y tocaron por primera vez en España con conciertos en San Sebastián, Madrid y Barcelona. De igual manera visitaron por primera vez Italia, con fechas en Bolzano —donde fueron teloneados por Trust— Reggio Emilia y Milán. En abril y luego de presentarse en las ciudades francesas de Niza y Grenoble, la agrupación se embarcó en una extensa visita por el Reino Unido, con más veinte fechas en quince ciudades inglesas y una escocesa, para luego tocar en Bélgica y en los Países Bajos. Su primera etapa por Europa culminó en mayo en Alemania Occidental, donde tuvieron a Blackfoot como artista invitado.
El 6 de junio comenzaron la primera etapa por Norteamérica, con un concierto en Binghamton (Nueva York) en los Estados Unidos. Al día siguiente viajaron a Canadá, donde dieron cinco presentaciones como artista invitado de los ingleses Rainbow. El 13 del mismo mes volvieron a girar por los Estados Unidos, pero esta vez como número principal con Rainbow y Riot como teloneros, y durante los próximos días de julio contaron con Girlschool y Iron Maiden como banda soporte. En julio además participaron de tres presentaciones especiales; uno en Orchard Park (Nueva York) y el otro en Anaheim donde compartieron escenario con Foreigner, Loverboy y Ted Nugent, además de los ingleses Iron Maiden y fueron parte del cartel del festival Day on the Green, celebrado el 18 de julio en Oakland (California). Esta primera etapa por América del Norte siguió con seis fechas más por Canadá y con más de treinta en los Estados Unidos, cuya última presentación se dio el 13 de septiembre en Honolulu, Hawái.
A principios de octubre viajaron a Japón par dar ocho conciertos, de los que destacó tres presentaciones todo vendido en el Tokyo Kōsei Nenkin Kaikan de la capital japonesa. Al final, las últimas fechas de 1982 fueron en Canadá, con un show en Quebec y otro en Winnipeg como artista invitado de los británicos Judas Priest.
Debido al éxito que significó el tour en los Estados Unidos, la banda retornó a dicho país en mayo de 1983 con seis fechas más. De ellas destacó su participación en el US Festival, donde compartió escenario con Quiet Riot, Mötley Crüe, Ozzy Osbourne, Triumph, Judas Priest y Van Halen. Ya en diciembre iniciaron su segunda y última parte por Europa, con conciertos en Suecia, Dinamarca y Alemania Occidental. La última fecha de la gira se celebró el 17 de diciembre en Dortmund como parte de un festival que también participaron Def Leppard, Krokus, Michael Schenker Group, Quiet Riot, Ozzy Osbourne, Iron Maiden y Judas Priest.

## Listado de canciones
Al igual que en las giras anteriores los listados de canciones variaban en ciertas presentaciones. En su gran mayoría tocaron canciones desde el disco Taken by Force hasta Blackout, pero durante los últimos conciertos de 1983, tocaron «Coming Home» y «I'm Leaving You» de su futuro álbum de estudio Love at First Sting. A continuación los listados de canciones en el Festival Hall de Osaka en Japón y en el concierto dado en el Olympen de Lund en Suecia.
1. «Blackout»
2. «Don't Make No Promises»
3. «Loving You Sunday Morning»
4. «Make It Real»
5. «Lovedrive»
6. «Coast to Coast»
7. «China White»
8. «Always Somewhere»
9. «No One Like You»
10. «Can't Live Without You»
11. «Another Piece of Meat»
12. «Dynamite»
13. «The Zoo»
14. «Can't Get Enough»

1. «Blackout»
2. «Don't Make No Promises»
3. «Loving You Sunday Morning»
4. «Make It Real»
5. «We'll Burn the Sky»
6. «I'm Leaving You»
7. «Coast to Coast»
8. «Holiday»
9. «Always Somewhere»
10. «No One Like You»
11. «Can't Live Without You»
12. «Coming Home»
13. «Dynamite»
14. «The Zoo»
15. «Another Piece of Meat»
16. «Can't Get Enough»

## Fechas

### Fechas de 1982
| Fecha            | País                | Ciudad                | Recinto/Festival                      | Notas                                             |
| Europa           | Europa              | Europa                | Europa                                | Europa                                            |
| ---------------- | ------------------- | --------------------- | ------------------------------------- | ------------------------------------------------- |
| 1 de marzo       | Alemania Occidental | Kaunitz               | Ostwestfalenhalle                     |                                                   |
| 2 de marzo       | Luxemburgo          | Obercorn              | Centre Sportif de Differdange         |                                                   |
| 4 de marzo       | Francia             | Lille                 | Palais des Sports                     |                                                   |
| 5 de marzo       | Francia             | Dijon                 | Palais des Sports                     |                                                   |
| 6 de marzo       | Francia             | París                 | Hippodrome de Pantín                  |                                                   |
| 8 de marzo       | Francia             | Reims                 | Maison des Sports                     |                                                   |
| 9 de marzo       | Francia             | Estrasburgo           | Hall Rhenus                           |                                                   |
| 11 de marzo      | Francia             | Saint-Étienne         | Palais des Sports                     |                                                   |
| 12 de marzo      | Francia             | Montpellier           | Palais des Sports                     |                                                   |
| 14 de marzo      | España              | San Sebastián         | Velódromo de Anoeta                   |                                                   |
| 15 de marzo      | España              | Madrid                | Pabellón Raimundo Saporta             |                                                   |
| 16 de marzo      | España              | Barcelona             | Palacio de los Deportes               | teloneados por Blackfoot                          |
| 17 de marzo      | Francia             | Colomiers             | Hall Comminges                        |                                                   |
| 19 de marzo      | Francia             | Clermont-Ferrand      | Maison des Sports                     |                                                   |
| 20 de marzo      | Francia             | Nantes                | Stade de la Beaujoire                 |                                                   |
| 22 de marzo      | Francia             | Brest                 | Parc de Penfeld                       |                                                   |
| 23 de marzo      | Francia             | Rennes                | Salle Omnisports                      |                                                   |
| 25 de marzo      | Francia             | Caen                  | Parc des Expositions                  |                                                   |
| 26 de marzo      | Francia             | Mulhouse              | Salle de fêtes                        |                                                   |
| 28 de marzo      | Italia              | Bolzano               | Palazzo del Ghiaccio                  | teloneados por Trust                              |
| 29 de marzo      | Italia              | Reggio Emilia         | Palasport                             |                                                   |
| 30 de marzo      | Italia              | Milán                 | Rolling Stone Theater                 |                                                   |
| 1 de abril       | Francia             | Niza                  | Théâtre de Verdure                    |                                                   |
| 2 de abril       | Francia             | Grenoble              | Alpexpo                               |                                                   |
| 4 de abril       | Inglaterra          | Mánchester            | Manchester Apollo                     | teloneados por Bigfoot y Wolf                     |
| 5 de abril       | Inglaterra          | Mánchester            | Manchester Apollo                     | teloneados por Bigfoot y Wolf                     |
| 7 de abril       | Inglaterra          | Hanley                | Victoria Hall                         |                                                   |
| 8 de abril       | Inglaterra          | Birmingham            | Birmingham Odeon                      |                                                   |
| 10 de abril      | Inglaterra          | Derby                 | Assembly Rooms                        |                                                   |
| 11 de abril      | Inglaterra          | Wolverhampton         | The Civic Hall                        |                                                   |
| 12 de abril      | Inglaterra          | Ipswich               | Gaumont Theatre                       |                                                   |
| 14 de abril      | Escocia             | Edimburgo             | Edinburgh Playhouse                   |                                                   |
| 15 de abril      | Inglaterra          | Newcastle             | Newcastle City Hall                   |                                                   |
| 16 de abril      | Inglaterra          | Newcastle             | Newcastle City Hall                   |                                                   |
| 18 de abril      | Inglaterra          | Bradford              | St. George's Hall                     |                                                   |
| 19 de abril      | Inglaterra          | Sheffield             | Sheffield City Hall                   |                                                   |
| 20 de abril      | Inglaterra          | Liverpool             | Empire Theatre                        |                                                   |
| 22 de abril      | Inglaterra          | Leicester             | De Montfort Hall                      |                                                   |
| 23 de abril      | Inglaterra          | Londres               | Hammersmith Odeon                     |                                                   |
| 24 de abril      | Inglaterra          | Londres               | Hammersmith Odeon                     |                                                   |
| 26 de abril      | Inglaterra          | Southampton           | Gaumont Theatre                       |                                                   |
| 27 de abril      | Inglaterra          | Bristol               | Colston Hall                          |                                                   |
| 28 de abril      | Inglaterra          | St Austell            | Cornwall Coliseum                     |                                                   |
| 29 de abril      | Inglaterra          | Londres               | Hammersmith Odeon                     |                                                   |
| 30 de abril      | Bélgica             | Bruselas              | Vorst Nationaal                       | teloneados por Blackfoot                          |
| 1 de mayo        | Países Bajos        | Ámsterdam             | Jaap Edenhal                          | teloneados por Blackfoot y Iron Maiden            |
| 3 de mayo        | Alemania Occidental | Bremen                | Stadthalle Bremen                     | teloneados por Blackfoot                          |
| 6 de mayo        | Alemania Occidental | Offenbach del Meno    | Stadthalle                            | teloneados por Blackfoot                          |
| 7 de mayo        | Alemania Occidental | Karlsruhe             | Schwarzwaldhalle                      | teloneados por Blackfoot                          |
| 8 de mayo        | Alemania Occidental | Saarbrücken           | Saarlandhalle                         | teloneados por Blackfoot                          |
| 10 de mayo       | Alemania Occidental | Ludwigshafen am Rhein | Friedrich-Ebert-Halle                 | teloneados por Blackfoot                          |
| 11 de mayo       | Alemania Occidental | Hamburgo              | Ernst-Merck-Halle                     | teloneados por Blackfoot                          |
| 12 de mayo       | Alemania Occidental | Berlín Occidental     | Metropol                              | teloneados por Blackfoot                          |
| 14 de mayo       | Alemania Occidental | Hannover              | Eilenriedehalle                       | teloneados por Blackfoot                          |
| 15 de mayo       | Alemania Occidental | Colonia               | Sporthalle                            | teloneados por Blackfoot                          |
| 16 de mayo       | Alemania Occidental | Bochum                | Ruhrlandhalle                         | teloneados por Blackfoot                          |
| 18 de mayo       | Alemania Occidental | Sindelfingen          | Messehalle                            | teloneados por Blackfoot                          |
| 21 de mayo       | Alemania Occidental | Neunkirchen am Brand  | Hemmerleinhalle                       | teloneados por Blackfoot                          |
| 22 de mayo       | Alemania Occidental | Múnich                | Rudi-Sedlmayer-Halle                  | teloneados por Blackfoot                          |
| 23 de mayo       | Alemania Occidental | Wurzburgo             | Carl-Diem-Halle                       | teloneados por Blackfoot                          |
| Norteamérica     |                     |                       |                                       |                                                   |
| 6 de junio       | Estados Unidos      | Binghamton            | Broome County Veterans Memorial Arena |                                                   |
| 7 de junio       | Canadá              | London                | London Gardens                        | abriendo para Rainbow                             |
| 8 de junio       | Canadá              | Kitchener             | Kitchener Memorial Auditorium         | abriendo para Rainbow                             |
| 9 de junio       | Canadá              | Toronto               | CNE Coliseum                          | abriendo para Rainbow                             |
| 10 de junio      | Canadá              | Quebec                | Colisée de Québec                     | abriendo para Rainbow                             |
| 12 de junio      | Canadá              | Montreal              | Auditorium de Verdun                  | abriendo para Rainbow                             |
| 13 de junio      | Estados Unidos      | Glens Falls           | Glens Falls Civic Center              | teloneados por Rainbow                            |
| 15 de junio      | Estados Unidos      | Allentown             | Great Allentown Fair                  | teloneados por Rainbow y Riot                     |
| 17 de junio      | Estados Unidos      | Rochester             | Rochester Community War Memorial      | teloneados por Rainbow y Riot                     |
| 18 de junio      | Estados Unidos      | New Haven             | Veterans Memorial Coliseum            | teloneados por Rainbow y Riot                     |
| 19 de junio      | Estados Unidos      | Nueva York            | Madison Square Garden                 | teloneados por Rainbow y Riot                     |
| 21 de junio      | Estados Unidos      | Harrisburg            | City Island                           | teloneados por Rainbow y Riot                     |
| 22 de junio      | Estados Unidos      | Búfalo                | Buffalo Memorial Coliseum             | teloneados por Rainbow y Riot                     |
| 25 de junio      | Estados Unidos      | Providence            | Providence Civic Center               | teloneados por Rainbow y Riot                     |
| 26 de junio      | Estados Unidos      | South Yarmouth        | Cape Cod Coliseum                     | teloneados por Rainbow y Riot                     |
| 27 de junio      | Estados Unidos      | Filadelfia            | The Spectrum                          | teloneados por Rainbow y Riot                     |
| 30 de junio      | Estados Unidos      | Kalamazoo             | Wings Stadium                         | teloneados por Girlschool                         |
| 2 de julio       | Estados Unidos      | Chicago               | UIC Pavilion                          | teloneados por Girlschool y Iron Maiden           |
| 3 de julio       | Estados Unidos      | Orchard Park          | Rich Stadium                          |                                                   |
| 4 de julio       | Estados Unidos      | East Troy             | Alpine Valley Music Theatre           | teloneados por Girlschool y Iron Maiden           |
| 6 de julio       | Estados Unidos      | Danville              | Danville Civic Center                 | teloneados por Girlschool y Iron Maiden           |
| 7 de julio       | Estados Unidos      | Cedar Rapids          | Five Seasons Center                   | teloneados por Girlschool y Iron Maiden           |
| 9 de julio       | Estados Unidos      | San Luis              | Kiel Auditorium                       | teloneados por Girlschool y Iron Maiden           |
| 10 de julio      | Estados Unidos      | Kansas City           | Kemper Arena                          | teloneados por Girlschool y Iron Maiden           |
| 11 de julio      | Estados Unidos      | Des Moines            | Veterans Memorial Auditorium          | teloneados por Girlschool y Iron Maiden           |
| 14 de julio      | Estados Unidos      | Salt Lake City        | Salt Palace                           | teloneados por Girlschool y Iron Maiden           |
| 16 de julio      | Estados Unidos      | Seattle               | Hec Edmundson Pavilion                | teloneados por Girlschool y Iron Maiden           |
| 17 de julio      | Estados Unidos      | Anaheim               | Anaheim Stadium                       |                                                   |
| 18 de julio      | Estados Unidos      | Oakland               | Day on the Green Festival             |                                                   |
| 20 de julio      | Canadá              | Victoria              | Victoria Memorial Arena               | teloneados por Girlschool y Iron Maiden           |
| 21 de julio      | Canadá              | Vancouver             | Coliseo del Pacífico                  | teloneados por Girlschool y Iron Maiden           |
| 23 de julio      | Canadá              | Edmonton              | Kinsmen Field House                   | teloneados por Girlschool y Iron Maiden           |
| 24 de julio      | Canadá              | Calgary               | Max Bell Centre                       | teloneados por Girlschool y Iron Maiden           |
| 26 de julio      | Canadá              | Regina                | Agridome                              | teloneados por Girlschool y Iron Maiden           |
| 27 de julio      | Canadá              | Winnipeg              | Winnipeg Arena                        | teloneados por Girlschool y Iron Maiden           |
| 28 de julio      | Estados Unidos      | Fargo                 | Bison Sports Arena                    | teloneados por Girlschool y Iron Maiden           |
| 30 de julio      | Estados Unidos      | Bloomington           | Met Center                            | teloneados por Girlschool y Iron Maiden           |
| 31 de julio      | Estados Unidos      | Springfield           | Prairie Convention Center             | con Girschool y Iron Maiden abriendo para Rainbow |
| 1 de agosto      | Estados Unidos      | Indianapolis          | Market Square Arena                   | teloneados por Girlschool y Iron Maiden           |
| 3 de agosto      | Estados Unidos      | Richfield             | Richfield Coliseum                    | teloneados por Girlschool y Iron Maiden           |
| 4 de agosto      | Estados Unidos      | Columbus              | Battelle Hall                         | teloneados por Girlschool y Iron Maiden           |
| 5 de agosto      | Estados Unidos      | Chicago               | Navy Pier                             | teloneados por Girlschool y Iron Maiden           |
| 6 de agosto      | Estados Unidos      | Louisville            | Louisville Gardens                    | teloneados por Girlschool y Iron Maiden           |
| 7 de agosto      | Estados Unidos      | Toledo                | Toledo Sports Arena                   | teloneados por Girlschool y Iron Maiden           |
| 8 de agosto      | Estados Unidos      | Memphis               | Mid-South Coliseum                    | teloneados por Girlschool y Iron Maiden           |
| 10 de agosto     | Estados Unidos      | Beaumont              | Beaumont Civic Center                 | teloneados por Girlschool y Iron Maiden           |
| 11 de agosto     | Estados Unidos      | Corpus Christi        | Memorial Coliseum                     | teloneados por Girlschool y Iron Maiden           |
| 13 de agosto     | Estados Unidos      | Houston               | The Summit                            | teloneados por Girlschool y Iron Maiden           |
| 14 de agosto     | Estados Unidos      | Dallas                | Reunion Arena                         | teloneados por Girlschool y Iron Maiden           |
| 16 de agosto     | Estados Unidos      | San Antonio           | HemisFair Arena                       | teloneados por Girlschool y Iron Maiden           |
| 17 de agosto     | Estados Unidos      | Odessa                | Ector County Coliseum                 | teloneados por Girlschool y Iron Maiden           |
| 18 de agosto     | Estados Unidos      | El Paso               | El Paso County Coliseum               | teloneados por Girlschool y Iron Maiden           |
| 19 de agosto     | Estados Unidos      | Tucson                | Centro de Convenciones                |                                                   |
| 20 de agosto     | Estados Unidos      | Albuquerque           | Tingley Coliseum                      | teloneados por Girlschool                         |
| 21 de agosto     | Estados Unidos      | Boulder               | Folsom Field                          |                                                   |
| 25 de agosto     | Estados Unidos      | San Bernardino        | Orange Pavilion                       | teloneados por Girlschool                         |
| 27 de agosto     | Estados Unidos      | San Diego             | San Diego Sports Arena                | teloneados por Girlschool                         |
| 28 de agosto     | Estados Unidos      | Phoenix               | Memorial Coliseum                     |                                                   |
| 31 de agosto     | Estados Unidos      | Fresno                | Selland Arena                         |                                                   |
| 1 de septiembre  | Estados Unidos      | Long Beach            | Long Beach Arena                      | teloneados por Girlschool y Iron Maiden           |
| 3 de septiembre  | Estados Unidos      | Sacramento            | Memorial Coliseum                     | teloneados por Girlschool y Iron Maiden           |
| 4 de septiembre  | Estados Unidos      | Oakland               | Oakland-Alameda Coliseum              | teloneados por Girlschool y Iron Maiden           |
| 5 de septiembre  | Estados Unidos      | Reno                  | Mackay Stadium                        | teloneados por Girlschool y Iron Maiden           |
| 7 de diciembre   | Estados Unidos      | Boise                 | BSU Pavilion                          | teloneados por Girlschool y Iron Maiden           |
| 9 de septiembre  | Estados Unidos      | Seattle               | Seattle Center Coliseum               | teloneados por Girlschool y Iron Maiden           |
| 11 de septiembre | Estados Unidos      | Portland              | Veterans Memorial Coliseum            | teloneados por Girlschool y Iron Maiden           |
| 12 de septiembre | Estados Unidos      | Portland              | Veterans Memorial Coliseum            | teloneados por Girlschool y Iron Maiden           |
| 13 de septiembre | Estados Unidos      | Honolulu              | Neal S. Blaisdell Center              |                                                   |
| Asia             |                     |                       |                                       |                                                   |
| 23 de septiembre | Japón               | Tokio                 | Shibuya Public Hall                   |                                                   |
| 24 de septiembre | Japón               | Kioto                 | Kyoto Kaikan                          |                                                   |
| 27 de septiembre | Japón               | Fukuoka               | desconocido                           |                                                   |
| 28 de septiembre | Japón               | Osaka                 | Festival Hall                         |                                                   |
| 30 de septiembre | Japón               | Nagoya                | desconocido                           |                                                   |
| 2 de octubre     | Japón               | Tokio                 | Tokyo Kōsei Nenkin Kaikan             |                                                   |
| 3 de octubre     | Japón               | Tokio                 | Tokyo Kōsei Nenkin Kaikan             |                                                   |
| 4 de octubre     | Japón               | Tokio                 | Tokyo Kōsei Nenkin Kaikan             |                                                   |
| Norteamérica II  |                     |                       |                                       |                                                   |
| 16 de octubre    | Canadá              | Quebec                | Colisée de Québec                     |                                                   |
| 4 de noviembre   | Canadá              | Winnipeg              | Winnipeg Arena                        | abriendo para Judas Priest                        |

### Fechas de 1983
| Fecha            | País                | Ciudad           | Recinto/Festival        | Notas                                  |
| Norteamérica III | Norteamérica III    | Norteamérica III | Norteamérica III        | Norteamérica III                       |
| ---------------- | ------------------- | ---------------- | ----------------------- | -------------------------------------- |
| 17 de mayo       | Estados Unidos      | Duluth           | Duluth Arena Auditorium |                                        |
| 18 de mayo       | Estados Unidos      | Rochester        | Mayo Civic Center       | teloneados por Blackfoot y Ratt        |
| 20 de mayo       | Estados Unidos      | Dubuque          | Five Flags Center       | teloneados por Quiet Riot y Vandenberg |
| 27 de mayo       | Estados Unidos      | Portales         | Greyhound Stadium       | teloneados por Quiet Riot              |
| 29 de mayo       | Estados Unidos      | San Bernardino   | US Festival             |                                        |
| Europa II        |                     |                  |                         |                                        |
| 17 de julio      | Finlandia           | Oulu             | Kuusrock Festival       |                                        |
| Norteamérica IV  |                     |                  |                         |                                        |
| 30 de julio      | Estados Unidos      | Springfield      | Civic Center            |                                        |
| Asia II          |                     |                  |                         |                                        |
| 29 de septiembre | Japón               | Tokio            | Shibuya Public Hall     |                                        |
| Europa III       |                     |                  |                         |                                        |
| 8 de diciembre   | Suecia              | Lund             | Olympen                 |                                        |
| 9 de diciembre   | Dinamarca           | Copenhague       | Cine Saga               |                                        |
| 10 de diciembre  | Alemania Occidental | Weiden           | Ziegelei                |                                        |
| 17 de diciembre  | Alemania Occidental | Dortmund         | Dortmund Festival       |                                        |

## Músicos
- Klaus Meine: voz
- Rudolf Schenker: guitarra rítmica y coros
- Matthias Jabs: guitarra líder, coros y talk box
- Francis Buchholz: bajo y coros
- Herman Rarebell: batería